# Lundby och Malm
Lundby och Malm är en tätort i Styrstads distrikt i Norrköpings kommun, Östergötlands län.
Bebyggelsen var före 2018 av SCB klassat som två småorter Lundby och Branttorp. Från 2018 klassas området som en gemensam tätort.